# Jyväskylän maalaiskunta
Jyväskylän maalaiskunta (szw. Jyväskylä landskommun) – dawna gmina wiejska w Finlandii w byłej prowincji Finlandia Zachodnia. Funkcjonowała w latach 1945–2008. 1 stycznia 2009 włączona w granice administracyjne miasta Jyväskylä. Była ostatnią gminą posiadającą maalaiskunta w nazwie. Była też drugą (po Nurmijärvi) gminą wiejską pod względem liczby ludności w kraju – 36 389  mieszkańców 1 września 2008. Jej powierzchnia wynosiła 534,34 km², z czego 85,05 km² stanowiła woda.
Jyväskylän maalaiskunta posiadała trzy główne ośrodki – Vaajakoski, Tikkakoski i Palokka. W Tikkakoski znajduje się port lotniczy Jyväskylä.

## Miejscowości
W gminie znajdowały się następujące miejscowości:

- Haapaniemi
- Jyskä
- Kuikka
- Kuohu
- Leppälahti
- Nyrölä
- Oravasaari
- Palokka
- Puuppola
- Tikkakoski
- Vaajakoski
- Vesanka